# Едуард Ауст
Едуард Ауст (нім. Eduard Aust; 11 серпня 1920, Штольп — 9 січня 1945, Фінська затока) — німецький офіцер-підводник, оберлейтенант-цур-зее крігсмаріне.

## Біографія
15 вересня 1939 року вступив на флот. З 12 червня по 5 серпня 1943 року — командир підводного човна U-34, з 21 серпня 1943 року — U-29, з 3 листопада 1943 року — U-922, з 21 жовтня 1944 року — U-679. 2 листопада вийшов у свій перший і останній похід. 18 листопада потопив радянський патрульний катер СК-62 (№49) водотоннажністю 39 тонн. 9 січня 1945 року U-679 затонув у Фінській затоці біля острова Осмуссаар, підірвавшись на радянській міні. Всі члени екіпажу (51 особа) загинули.

## Звання
- Кандидат в офіцери (15 вересня 1939)
- Фенріх-цур-зее (1 липня 1940)
- Оберфенріх-цур-зее (1 липня 1941)
- Лейтенант-цур-зее (1 березня 1942)
- Оберлейтенант-цур-зее (1 жовтня 1943)

## Нагороди
- Залізний хрест 2-го класу (1 грудня 1942)
- Нагрудний знак підводника (19 лютого 1943)
- Хрест Воєнних заслуг 2-го класу з мечами (1 вересня 1944)